# Scandinaviërs
Scandinaviërs of Scandinaven zijn de bewoners van Scandinavië. Over het algemeen zijn dit de Zweden, Noren, Denen en Finnen. Kleinere volken zijn onder andere de Samen. In de middeleeuwen verstond men onder Scandinaviërs vaak de Noormannen (ook wel Vikingen) wat de directe voorouders zijn van de huidige Denen, Zweden en Noren.